# Anton Haupt (der Ältere)
Anton Friedrich Johann Haupt (der Ältere), auch: Friedrich Johann Anton H., Johann Anton Friedrich H., (* 18. September 1800 in Wismar; † 22. November 1835 ebenda) war Jurist und Bürgermeister von Wismar.

## Biografie

### Ausbildung und Beruf
Anton Haupt (der Ältere) war der Sohn des Advokaten Gabriel (Christian Anton) Haupt (1763–1818). Er entstammt einer Familie, die seit mehreren Generationen in der Stadt Wismar ansässig war. Aus dieser Familie gingen mehrere Geistliche und Ratsherren hervor, die folglich zur städtischen Oberschicht gehörten. Sein Vater wurde 1808 Wismarer Senator und 1814 Syndikus der Stadt.
Aus Haupts Kindheit liegen nur wenige Informationen vor. In dem 1820 verfassten Selbstbekenntnis schreibt er: Meine Kindheit ging still und freundlich dahin, ich genoß die Liebe meiner Aeltern und ward von denen, die mich kannten, gern gesehen.
Nach Aussagen seines Lehrers und späteren Freundes, Magister Crain, des Rektors der damaligen Großen Stadtschule, gehörte Haupt zu seinen begabtesten Schülern. 1817 bestand er die Reifeprüfung und begann im gleichen Jahr ein Jurastudium an der Universität Jena. Hier schloss er sich 1817 der Urburschenschaft an, deren führender Vertreter er bald wurde.
Begeistert nahm er am Wartburgfest der Burschenschaft am 18. Oktober 1817 teil. Überzeugt vertrat er die Interessen der studentischen Jugend. 1819 wechselte er an die Universität Bonn. Hier wurde er 1819 Mitglied der Burschenschaft Allgemeinheit. Unter anderem deswegen wurde er verhaftet und unter Hausarrest gestellt. Nach einer scheinbaren Loyalitätserklärung, in der er sein politisches Wirken darlegte, nichts verschwieg, aber auch keinen seiner Kommilitonen denunzierte, konnte er im Sommer 1820 nach Wismar zurückkehren.
Nach bestandener juristischer Prüfung erhielt Haupt in Wismar die Konzession zur Führung einer Anwaltspraxis. Rasch erwarb er sich Ansehen, nicht zuletzt wegen seiner beruflichen Tüchtigkeit, und so wurde er 1823 zum Ratsmitglied und am 20. August 1826 zum Bürgermeister von Wismar gewählt.

### Bürgermeister
Haupt gilt als einer der bedeutendsten Wismarer Bürgermeister. Während seiner Amtstätigkeit setzte er viele Reformen durch, die besonders den mittelalterlichen Verwaltungsapparat betrafen. Auf sein Betreiben wurde 1833 das erste städtische Krankenhaus am Schwarzen Kloster eröffnet, und 1832 wurde der Friedhof auf dem ehemaligen Galgenberg eingeweiht. Um hier Vorurteile von Seiten der Bürger abzubauen, bestimmte Haupt für sich und seine Familie als Grabstelle den Platz, wo ursprünglich der Galgen stand.
Besonders setzten aber seine Reformen in der Verbesserung des Armenwesen ein. Als landesherrlicher Kommissar zur Untersuchung des Armenwesens in Mecklenburg schrieb er: „Darf der Staat sich selbst eine Klasse von Proletariern schaffen, die schlecht werden muss, weil man sie schlecht behandelt…“
Haupt forderte kurz vor seinem Tode die Angliederung Wismars an das erst im Entstehen begriffene Eisenbahnnetz.

### Familie
Haupts Großvater, Christian Haupt, war Superintendent der Wismarer Marienkirche. Dessen Frau war eine Tochter des Juristen und Wismarer Bürgermeisters Ernst Hertzberg (d. J.). Sein Vater, Gabriel Haupt, war Stadtsyndikus und Senator. Sein jüngerer Bruder, Eduard Haupt, war Theologe und Mitglied der Frankfurter Nationalversammlung. Haupts namensgleicher Sohn, Anton Haupt (der Jüngere), war ebenfalls Bürgermeister von Wismar.
Die Familiengrabstelle des Bürgermeisters Haupt auf dem Friedhof Wismar mit einer Info-Stele ist als Denkmal erhalten.

## Werke
- Über die Idee eines neuen Gesetzbuches für Mecklenburg. (1822)